# Nishada phaeocephala
Nishada phaeocephala là một loài bướm đêm thuộc phân họ Arctiinae, họ Erebidae.